# Kalin Stojanow
Kalin Georgiew Stojanow, bułg. Калин Георгиев Стоянов (ur. 28 kwietnia 1981 w Burgasie) – bułgarski policjant i polityk, dyrektor Głównej Dyrekcji ds. Zwalczania Przestępczości Zorganizowanej (GDBOP), w latach 2023–2024 minister spraw wewnętrznych.

## Życiorys
W 2003 został absolwentem Akademii Ministerstwa Spraw Wewnętrznych w Sofii, a w 2009 ukończył prawo na BSU. Od 2003 zawodowo związany ze służbami policyjnymi w strukturze MSW. Pracował w jednostkach zajmujących się przestępczością gospodarczą i transgraniczną przestępczością zorganizowaną. Był naczelnikiem delegatury resortu w Primorsku i dyrektorem działu w Głównej Dyrekcji ds. Zwalczania Przestępczości Zorganizowanej. W 2021 stanął na czele GDBOP. W czerwcu 2023 objął urząd ministra spraw wewnętrznych w rządzie Nikołaja Denkowa. Pozostał na tym stanowisku także w powołanym w kwietniu 2024 technicznym gabinecie Dimityra Gławczewa. Zakończył urzędowanie w sierpniu 2024.
W wyborach z października 2024 uzyskał mandat posła do Zgromadzenia Narodowego 51. kadencji z ramienia komitetu zorganizowanego przez Ruch na rzecz Praw i Wolności (frakcję Delana Peewskiego).